# 阿羅瑟羅特山
46°44′16.4″N 09°36′50.3″E / 46.737889°N 9.613972°E

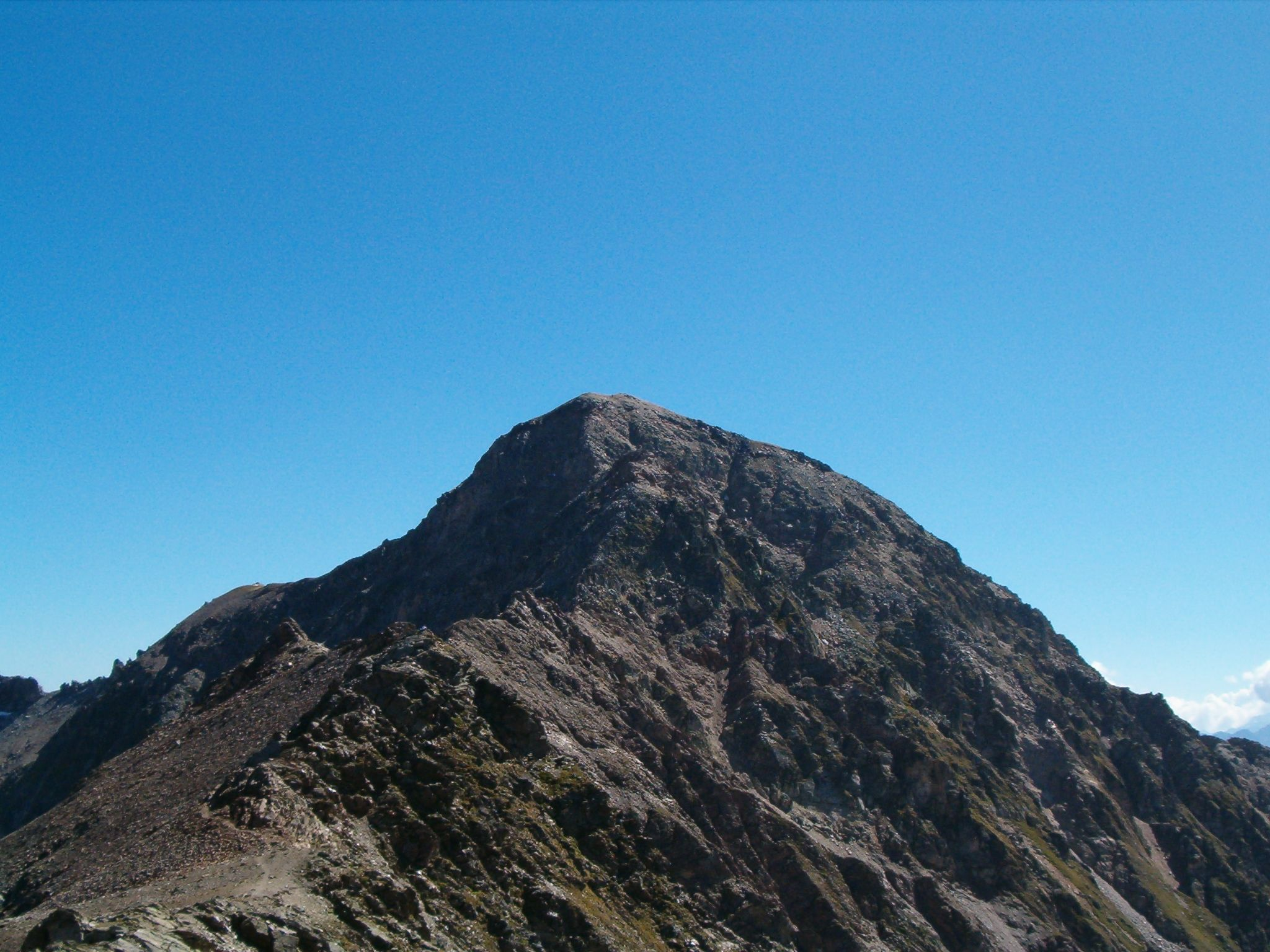

阿羅瑟羅特山（Aroser Rothorn），是瑞士的山峰，位於該國東南部，由格勞賓登州負責管轄，屬於普萊蘇爾阿爾卑斯山脈的一部分，海拔高度2,980米，每年平均降雨量1,729毫米。